# Le Champ-Saint-Père
Le Champ-Saint-Père ist eine französische Gemeinde mit 2.041 Einwohnern (Stand: 1. Januar 2022) im Département Vendée in der Region Pays de la Loire; sie gehört zum Arrondissement Les Sables d’Olonne und zum Kanton Mareuil-sur-Lay-Dissais (bis 2015: Kanton Moutiers-les-Mauxfaits). Die Einwohner werden Pérois genannt.

## Geographie
Le Champ-Saint-Père liegt etwa 18 Kilometer südsüdöstlich von La Roche-sur-Yon. Hier mündet der Yon in den Lay, der die östliche Gemeindegrenze bildet. Der Graon mit seinen Seen (Lac du Graon) hingegen bildet die westliche Gemeindegrenze. Das Gemeindegebiet liegt im Regionalen Naturpark Marais Poitevin. Umgeben wird Le Champ-Saint-Père von den Nachbargemeinden Chaillé-sous-les-Ormeaux im Norden, Rosnay im Norden und Nordosten, La Bretonnière-la-Claye im Osten und Südosten sowie Saint-Vincent-sur-Graon im Süden und Westen.

## Bevölkerungsentwicklung
| Jahr                      | 1962 | 1968 | 1975 | 1982 | 1990 | 1999 | 2006 | 2012 |
| Einwohner                 | 1251 | 1201 | 1236 | 1376 | 1436 | 1316 | 1506 | 1777 |
| Quelle: Cassini und INSEE |      |      |      |      |      |      |      |      |